# Leccinum versipelle
Leccinum versipelle es una especie de hongo de la familia Boletaceae. Este boleto se distribuye por la mayor parte de Europa y en algunas zonas de América del Norte. Es un hongo ectomicorrizo asociado con los abedules (Betula). Por tanto se puede encontrar en verano y otoño zonas forestales donde haya abedules. Es una buena especie comestible.
El sombrero es grande, entre 8 y 20 cm y es de color naranja. El pie es blanco y está cubierto de escamas marrones o negras. La carne es blanca al principio pero poco a poco se vuelve negra. En el pie la carne tiene matices verde azulados. Las esporas son de color marrón ocráceo.